# Osvaldo Héctor Cruz
Pour les articles homonymes, voir Cruz.
Osvaldo Héctor Cruz (né le 29 mai 1931 à Avellaneda en Argentine et mort le 20 mars 2023) est un joueur de football international argentin, qui évoluait au poste de milieu de terrain.

## Biographie

### Carrière en sélection
Avec l'équipe d'Argentine, il dispute 21 matchs (pour 3 buts inscrits) entre 1953 et 1958. Il figure notamment dans le groupe des sélectionnés lors des Copa América de 1955 et de 1957.

## Palmarès
| Independiente - Championnat d'Argentine (1) : - Vice-champion : 1954. Palmeiras - Taça Brasil (1) : - Vainqueur : 1960. |  | Argentine - Copa América (2) : - Vainqueur : 1955 et 1957. |